# Conferencia Internacional de Donantes para la Reconstrucción de Irak
La Conferencia Internacional de Donantes para la Reconstrucción de Irak (en inglés: International Donors' Conference on Reconstruction in Iraq) fue una reunión internacional celebrada los días 23 y 24 de octubre de 2003 en Madrid.
Los objetivos de esta conferencia, inaugurada por el Secretario General de la ONU, Kofi Annan, eran:
- Conciliar las distintas posturas de los dos grandes bloques internacionales existentes sobre este conflicto: por un lado EE. UU., Gran Bretaña y España, y por otro Francia, Alemania, Rusia y China.
- Lograr un compromiso de toda la comunidad internacional para destinar los fondos suficientes para levantar el país devastado tras años de conflicto.

La conferencia tuvo lugar en el Palacio de Congresos del recinto ferial Juan Carlos I de Madrid. Se destinó un dispositivo de 5000 agentes y se reforzó el control de fronteras por tierra, mar y aire ante la posibilidad de protestas.
Participaron en el evento 73 países. También acudieron a esta cita la Federación Internacional de Sociedades de la Cruz Roja y de la Media Luna Roja, una delegación iraquí encabezada por el presidente del Consejo de Gobierno Provisional Ayad Alaui y Paul Bremer, Administrador de la Coalición que ocupa Irak. En total, los países e instituciones participantes prometieron aportar 33000 millones de dólares.